# Радилово (Торжокский район)
Радилово  — деревня в Торжокском районе Тверской области. Входит в состав Грузинского сельского поселения.

## География
Находится в центральной части Тверской области на расстоянии приблизительно 19 км на юг-юго-запад по прямой от районного центра города Торжок.

## История
Деревня была отмечена еще на карте Менде (состояние местности на 1848 год). В 1859 году здесь (деревня Новоторжского уезда Тверской губернии) было учтено 8 дворов. До 2017 года входила в состав Пироговского сельского поселения.

## Население
Численность населения: 81 человек (1859 год), 8 (русские 100 %) в 2002 году, 6 в 2010.